# The Mothership
The Mothership es una película cancelada dramática de ciencia ficción escrita y dirigida por Matthew Charman para Netflix.

## Reparto
- Halle Berry como Sara Morse
- Molly Parker
- Omari Hardwick
- John Ortiz
- Sydney Lemmon como Johanna
- Rafael Silva como Alex

## Producción
La fotografía principal comenzó el 14 de junio de 2021 y concluyó el 9 de agosto de 2021 en Boston, Massachusetts.